# Klaus Krützen
Klaus Krützen (* 9. Dezember 1968 in Neuss) ist ein deutscher Politiker (SPD) und seit Oktober 2015 Bürgermeister der Stadt Grevenbroich.

## Leben
Nach dem Besuch der Katholischen Grundschule in Neukirchen besuchte Krützen das Norbert-Gymnasium in Knechtsteden und schloss dieses im Jahr 1989 mit dem Abitur ab. Nach dem Zivildienst folgte ab 1990 das Lehramtsstudium (Sekundarstufe I/II, Fächer Deutsch und Biologie) an der Heinrich-Heine-Universität Düsseldorf. Beginnend mit dem Referendariat im Jahr 1997 in Krefeld (Gesamtschule und Gymnasium) folgten von 1999 an verschiedene Stellungen als Hauptschullehrer in Hamm und Mönchengladbach sowie als Konrektor an der Hans-Sachs-Hauptschule in Grevenbroich. 2008 wurde Krützen Rektor der Hermann-Gmeiner-Hauptschule in Dormagen und im Frühjahr 2015 zusätzlich der Gemeinschaftshauptschule Kirschhecke in Mönchengladbach-Odenkirchen. Mit Antritt des Bürgermeisteramtes in Grevenbroich hat er den Schuldienst mit der Entlassung aus dem Beamtenverhältnis quittiert. Krützen ist seit 2012 in erster Ehe verheiratet. Sein Zwillingsbruder Michael Krützen, der ebenfalls Biologe und Dozent ist, hat den Tapanuli-Orang-Utan mitentdeckt.

## Parteilaufbahn
Krützen trat im Jahr 1992 der SPD bei. In den Jahren 1996 bis 2009 war er Vorsitzender des SPD-Ortsvereins Neukirchen-Hülchrath. Krützen war von 1999 bis 2014 Mitglied des Rates der Stadt Grevenbroich (von 2001 bis 2012 stellvertretender Vorsitzender der SPD-Ratsfraktion) und in den Jahren 2014 bis 2015 Mitglied des Kreistages.
Von 2009 bis 2015 war er Vorsitzender der SPD im Rhein-Kreis Neuss. Für dieses Amt kandidierte er nach seiner Wahl zum Bürgermeister der Stadt Grevenbroich nicht mehr.

## Öffentliche Ämter
Bei der Bundestagswahl 2013 unterlag Krützen im Bundestagswahlkreis Neuss I dem damaligen Staatsminister im Bundeskanzleramt Hermann Gröhe.
Bei den Bürgermeisterwahlen im September 2015 kandidierte Klaus Krützen für das Amt des Bürgermeisters in Grevenbroich. Bei der Stichwahl erlangte er 55,2 Prozent der gültigen Stimmen. Er wurde damit Nachfolger der bisherigen Bürgermeisterin Ursula Kwasny. Bei den Bürgermeisterwahlen im September 2020 wurde Krützen im Amt bestätigt. Dabei erlangte er gleich im ersten Wahlgang 60,72 Prozent der gültigen Stimmen.
Im April 2016 wurde Krützen als Arbeitnehmervertreter in den Aufsichtsrat von RWE Power gewählt.